# Прем'єр-ліга (Уельс)
Чемпіона́т Уе́льсу з футбо́лу, Валлі́йська прем'є́р-лі́га — національна футбольна ліга Уельсу та найвищий його дивізіон. До 2002 року ліга називалася «Футбольна ліга Уельсу», але, у зв'язку зі спонсорською угодою, змінила свою назву.

## Титули
| Місце | Клуб             | Перемоги | Сезони                                                                                               |
| ----- | ---------------- | -------- | --- |
| 1     | Нью-Сейнтс       | 17       | 2000, 2005, 2006, 2007, 2010, 2012, 2013, 2014, 2015, 2016, 2017, 2018, 2019, 2022, 2023, 2024, 2025 |
| 2     | Баррі Таун       | 7        | 1996, 1997, 1998, 1999, 2001, 2002, 2003                                                             |
| 3     | Бангор Сіті      | 3        | 1994, 1995, 2011                                                                                     |
| 4-5   | Ріл              | 2        | 2004, 2009                                                                                           |
| 4-5   | Коннас-Кі Номадс | 2        | 2020, 2021                                                                                           |
| 6-7   | Лланеллі         | 1        | 2008                                                                                                 |
| 6-7   | Кумбран Таун     | 1        | 1993                                                                                                 |